# Arauco
Arauco – prowincja regionu Biobío w Chile. Położona jest pomiędzy Oceanem Spokojnym na zachodzie, prowincją Cautín w regionie Araukania na południu, Malleco (również Araukania) i Biobío na wschodzie oraz Concepción na północy. Według spisu z 2017 roku zamieszkana przez 166 087 osób. Powierzchnia wynosi 5463,3 km². Stolicą jest Lebu.
Do Arauco administracyjnie należy również wyspa Mocha.

## Gminy
Arauco składa się z 7 gmin:
- Lebu
- Arauco
- Curanilahue
- Los Álamos
- Cañete
- Contulmo
- Tirúa